# Pârteștii de Jos
Pârteștii de Jos is een Roemeense gemeente in het district Suceava.
Pârteștii de Jos telt 2967 inwoners.